# Werewere Liking
Werewere Liking Gnepo (Bondé, 1º maggio 1950) è una scrittrice, drammaturga e attrice teatrale camerunese.
Dagli anni '80 risiede stabilmente in Costa d'Avorio.

## Biografia
Werewere Liking si forma come cantante e pittrice sin dall'adolescenza, sviluppando l'interesse per la poesia e la drammaturgia negli anni '70 in Camerun.
Nel 1975 espone per la prima volta in Costa d'Avorio e nel 1978 inizia la sua collaborazione come ricercatrice in estetica e tradizioni africane con l'Università di Abidjan.
Dopo aver aderito al movimento panafricanista ed esserne diventata uno dei più autorevoli esponenti, Werewere Liking si afferma come artista polivalente e in seguito al suo trasferimento ad Abidjan, approfondisce la sua vocazione all'arte attraverso un percorso di ricerca che unisce riflessione teorica ed ideologica, creazione artistica e attività sociale.
Nel 1985, ha fondato un gruppo teatrale, il Ki-Yi Mbok e il villaggio di Ki-Yi, nella periferia di Abidjan, luogo di convivenza e al contempo laboratorio di sperimentazione teatrale per artisti provenienti da diversi paesi dell'Africa francofona che realizza progetti a scopo sociale soprattutto per i giovani delle aree più disagiate che vengono accolti e istruiti nelle varie arti del teatro, della musica e della danza nonché della sartoria e della scenografia.
Si tratta di una grande esperienza collettiva e sociale che ha per scopo quello di rendere gli artisti della società africana contemporanea capaci di promuovere un cambiamento di coscienza e di atteggiamento nell'ambito delle dinamiche sociali urbane post-coloniali.
Gli spettacoli del gruppo teatrale Ki-Yi Mbok includono musica e rituali e il frequente utilizzo di marionette. Questo coincide con l'estetica pan-africana perseguita da Werewere liking, che prevede la co-esistenza di linguaggio lirico, reinvenzione di rituali e tecniche d'avanguardia. 
La compagnia ha realizzato molte produzioni e tournée in Africa, Europa, Canada, Stati Uniti, Messico e Giappone.
Scrittrice prolifica e versatile, ha pubblicato opere narrative e drammaturgiche che sono state tradotte in inglese, olandese e italiano.
Ha ricevuto il premio Prince Clause nel 2000 per il suo eccezionale e fruttuoso contributo alla cultura e alla società ed il Premio Noma per il suo libro "La memoire amputée" ed è stata insignita di varie cariche onorifiche; 
è membro dell'Haut Conseil de la Francophonie ed è Chevalier de l'Ordre National della Costa d'Avorio.

## Opere

### Romanzi
- À la rencontre de…
- Elle sera de jaspe et de corail; Journal d'une Misovire
- L'Amour-cent-vies
- La mémoire amputée
- Orphèe d'Afric

### Poesia
- On ne raisonne pas avec le venin

### Teatro
- La Puissance de Um
- La Queue du diable
- Une nouvelle terre
- Les mains veulent dire
- Un Touareg s'est marié à une Pygmée
- La veuve dilemme
- L'Enfant Mbéné
- Le Parler-Chanter - Parlare Cantando
- Medée, les risques d'une réputation - Medea, i rischi di una certa reputazione (commissionata e messa in scena dalla compagnia Alma Teatro di Torino)

### Racconti
- Liboy Li Nkundung
- Contes d'initiations féminines